# 沃西采

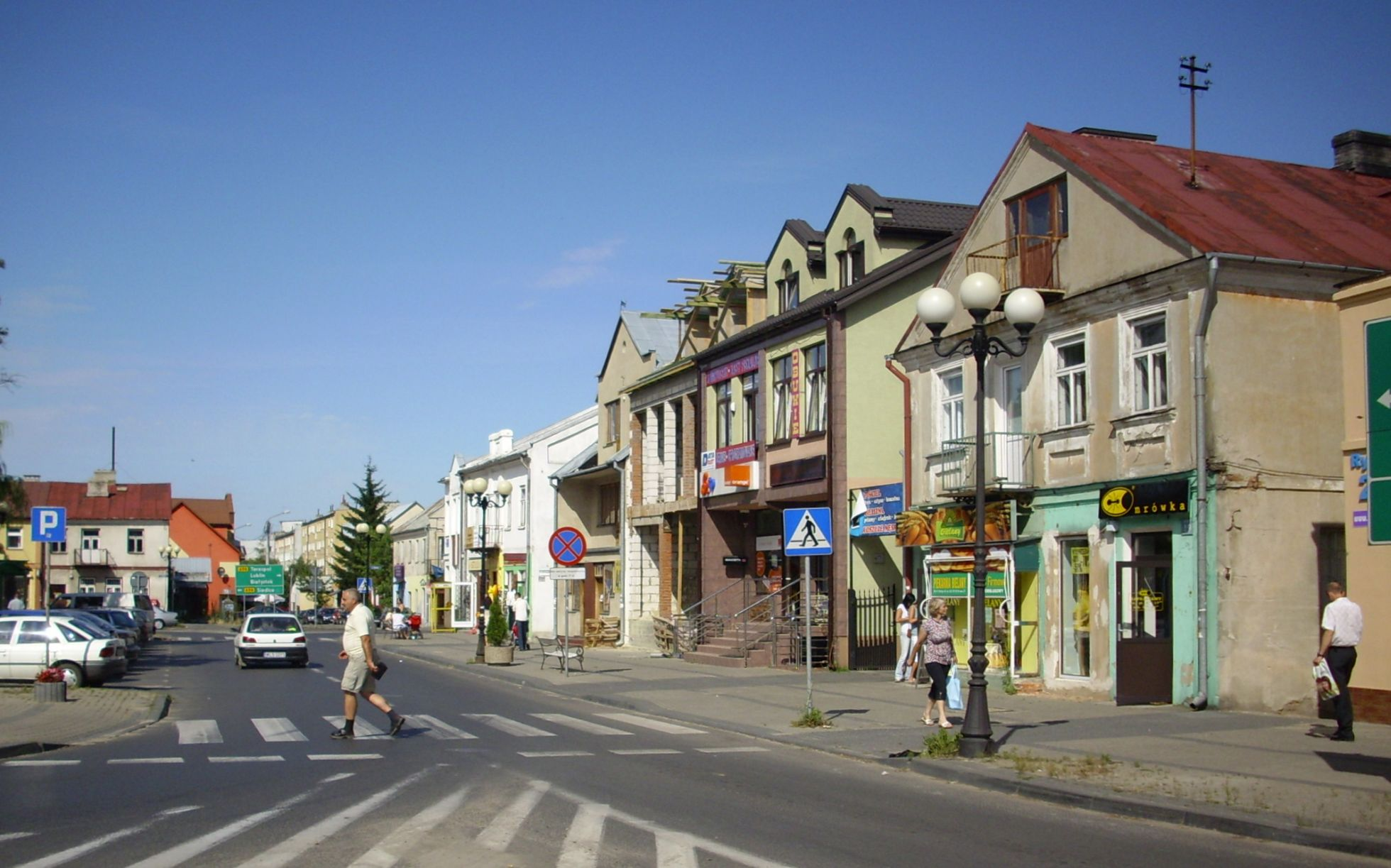

沃西采是波蘭的城鎮，位於該國東部，由馬佐夫舍省負責管轄，始建於十三世紀，面積23.75平方公里，2006年人口7,252。在第三次瓜分波蘭中，該鎮被納入奧地利管治範圍。

## 外部連結
- Jewish Community in Łosice （页面存档备份，存于） on Virtual Shtetl

52°13′N 22°43′E / 52.217°N 22.717°E